# Championnat de Grande-Bretagne des rallyes
Le Championnat d'Angleterre des rallyes est une compétition automobile créée en 1958. Initialement nommée MSA British Rally Championship entre 1958 et 1977, il devient le RACMSA British Open Rally Championship en 1978, lors de la fusion avec le BTRDA Gold Star Championship et le Motoring News Championship. Le championnat change encore pour devenir le RACMSA British Rally Championship en 1990 en, enfin, depuis 1999, le MSA British Rally Championship.

## Palmarès
| Année | Champion                                        | Copilote                                                                             | Voiture                                         |
| ----- | ----------------------------------------------- | ------------------------------------------------------------------------------------ | ----------------------------------------------- |
| 1958  | Ron Gouldbourn                                  | Stuart Turner                                                                        | Triumph TR3A                                    |
| 1959  | John Sprinzel                                   | Stuart Turner                                                                        | Austin-Healey Sprite                            |
| 1960  | Bill Bengry                                     | David Skeffington                                                                    | Volkswagen 1200                                 |
| 1961  | Bill Bengry                                     | David Skeffington                                                                    | Volkswagen 1500                                 |
| 1962  | Tony Fisher                                     | Brian Melia                                                                          | Mini Cooper                                     |
| 1963  | Tony Fisher                                     | Brian Melia                                                                          | Mini Cooper                                     |
| 1964  | Eric Jackson                                    | Ken Joseph                                                                           | Ford Cortina GT                                 |
| 1965  | Roger Clark                                     | Jim Porter                                                                           | Ford Cortina                                    |
| 1966  | Roy Fidler                                      | Alan Taylor                                                                          | Triumph 2000                                    |
| 1967  | Jim Bullough                                    | Don Barrow                                                                           | Ford Lotus Cortina                              |
| 1968  | Colin Malkin                                    | John Brown                                                                           | Hillman Rallye Imp                              |
| 1969  | John Bloxham                                    | Richard Harper                                                                       | Lancia Fulvia HF/Ford Escort TC                 |
| 1970  | Will Sparrow                                    | Nigel Raeburn                                                                        | Mini Cooper S 1275                              |
| 1971  | Chris Sclater                                   | Martin Holmes                                                                        | Ford Escort RS1600                              |
| 1972  | Roger Clark                                     | Jim Porter                                                                           | Ford Escort RS1600                              |
| 1973  | Roger Clark                                     | Jim Porter                                                                           | Ford Escort RS1600                              |
| 1974  | Billy Coleman                                   | Dan O'Sullivan                                                                       | Ford Escort RS1600                              |
| 1975  | Roger Clark                                     | Jim Porter                                                                           | Ford Escort RS1800                              |
| 1976  | Ari Vatanen                                     | Peter Bryant                                                                         | Ford Escort RS1800                              |
| 1977  | Russell Brookes                                 | John Brown                                                                           | Ford Escort RS1800                              |
| 1978  | Hannu Mikkola                                   | Arne Hertz                                                                           | Ford Escort RS1800                              |
| 1979  | Pentti Airikkala                                | Risto Virtanen                                                                       | Vauxhall Chevette HSR                           |
| 1980  | Ari Vatanen                                     | David Richards                                                                       | Ford Escort RS1800                              |
| 1981  | Jimmy McRae                                     | Ian Grindrod                                                                         | Opel Ascona 400                                 |
| 1982  | Jimmy McRae                                     | Ian Grindrod                                                                         | Opel Ascona 400                                 |
| 1983  | Stig Blomqvist                                  | Björn Cederberg                                                                      | Audi Quattro A2                                 |
| 1984  | Jimmy McRae                                     | Mike Nicholson                                                                       | Opel Manta 400                                  |
| 1985  | Russell Brookes                                 | Mike Broad                                                                           | Opel Manta 400                                  |
| 1986  | Mark Lovell                                     | Roger Freeman                                                                        | Ford RS200                                      |
| 1987  | Jimmy McRae                                     | Ian Grindrod                                                                         | Ford Sierra RS Cosworth                         |
| 1988  | Jimmy McRae                                     | Rob Arthur                                                                           | Ford Sierra RS Cosworth                         |
| 1989  | David Llewellin                                 | Phil Short                                                                           | Toyota Celica GT-Four ST165                     |
| 1990  | David Llewellin                                 | Phil Short                                                                           | Toyota Celica GT-Four ST165                     |
| 1991  | Colin McRae                                     | Derek Ringer                                                                         | Subaru Legacy RS                                |
| 1992  | Colin McRae                                     | Derek Ringer                                                                         | Subaru Legacy RS                                |
| 1993  | Richard Burns                                   | Robert Reid                                                                          | Subaru Legacy RS                                |
| 1994  | Malcolm Wilson                                  | Bryan Thomas                                                                         | Ford Escort RS Cosworth                         |
| 1995  | Alister McRae                                   | David Senior                                                                         | Nissan Sunny GTi                                |
| 1996  | Gwyndaf Evans                                   | Howard Davies                                                                        | Ford Escort RS2000                              |
| 1997  | Mark Higgins                                    | Phil Mills                                                                           | Nissan Sunny GTi                                |
| 1998  | Martin Rowe                                     | Derek Ringer                                                                         | Renault Maxi Mégane                             |
| 1999  | Tapio Laukkanen                                 | Kaj Lindström                                                                        | Renault Maxi Mégane                             |
| 2000  | Marko Ipatti                                    | Bryan Thomas (*)                                                                     | Mitsubishi Lancer Evo VI N4                     |
| 2001  | annulée en raison de flambée de fièvre aphteuse | annulée en raison de flambée de fièvre aphteuse                                      | annulée en raison de flambée de fièvre aphteuse |
| 2002  | Jonny Milner                                    | Nicky Beech                                                                          | Toyota Corolla WRC                              |
| 2003  | Jonny Milner                                    | Nicky Beech                                                                          | Toyota Corolla WRC                              |
| 2004  | David Higgins                                   | Brian Murphy                                                                         | Hyundai Accent WRC Evo 3                        |
| 2005  | Mark Higgins                                    | Bryan Thomas                                                                         | Ford Focus RS WRC 02                            |
| 2006  | Mark Higgins                                    | Rory Kennedy                                                                         | Subaru Impreza STi N12                          |
| 2007  | Guy Wilks                                       | Phil Pugh                                                                            | Mitsubishi Lancer Evo IX R4                     |
| 2008  | Guy Wilks                                       | Rory Kennedy                                                                         | Mitsubishi Lancer Evo IX R4                     |
| 2009  | Keith Cronin                                    | Greg Shinnors                                                                        | Mitsubishi Lancer Evo IX R4                     |
| 2010  | Keith Cronin                                    | Barry McNulty                                                                        | Subaru Impreza STi N15                          |
| 2011  | David Bogie                                     | Kevin Rae                                                                            | Mitsubishi Lancer Evo IX R4                     |
| 2012  | Keith Cronin                                    | Marshall Clarke                                                                      | Citroën DS3 R3T                                 |
| 2013  | Jukka Korhonen                                  | Marko Salminen                                                                       | Citroën DS3 R3T                                 |
| 2014  | Daniel McKenna                                  | Arthur Kierans                                                                       | Citroën DS3 R3T                                 |
| 2015  | compétition annulée                             | compétition annulée                                                                  | compétition annulée                             |
| 2016  | Elfyn Evans                                     | Craig Parry                                                                          | Ford Fiesta R5                                  |
| 2017  | Keith Cronin                                    | Daniel Cronin                                                                        | Ford Fiesta R5                                  |
| 2018  | Matt Edwards                                    | Murphy Tom / Garrod Darren / Campbell Hamish                                         | Ford Fiesta R5                                  |
| 2019  | Matt Edwards                                    | Millington John / Walsh Patrick / Campbell Hamish / Glennerster Mark / Stoneman Rhys | Ford Fiesta R5                                  |
| 2020  | compétition annulée                             |                                                                                      |                                                 |
| 2021  | Matt Edwards                                    | Garrod Darren                                                                        | Ford Fiesta R5                                  |
| 2022  | Pryce Osian                                     | O'Sullivan Noel Jr                                                                   | Volkswagen Polo V R5                            |
| 2023  | Adrien Fourmaux                                 | Alexandre Coria                                                                      | Ford Fiesta Rally2 (en)                         |
| 2024  | Chris Ingram                                    | Alexander Kihurani                                                                   | Toyota GR Yaris Rally2 (en)                     |

((*) ainsi que  Kari Kajula et  Teppo Leino)
| Nation         | Nombre de victoires | Année |
| -------------- | ------------------- | --- |
| Angleterre     | 30                  | 2024, 2022, 2021, 2019, 2018, 2008, 2007, 2003, 2002, 1994, 1993, 1986, 1986, 1977, 1975, 1973, 1972, 1971, 1970, 1969, 1968, 1967, 1966, 1965, 1964, 1963, 1962, 1961, 1960, 1959, 1958 |
| Écosse         | 9                   | 2011, 1995, 1992, 1991, 1988, 1987, 1984, 1982, 1981 |
| Finlande       | 7                   | 2013, 2000, 1999, 1980, 1979, 1978, 1976 |
| Irlande        | 6                   | 2017, 2014, 2012, 2010, 2009, 1974 |
| Île de Man     | 5                   | 2006, 2005, 2004, 1998, 1997 |
| Pays de Galles | 4                   | 2016, 1996, 1990, 1989 |
| Suède          | 1                   | 1983 |
| France         | 1                   | 2023 |

## Championnat d'Angleterre des rallyes Terre
(British ANCRO MSA Gravel de 2007 à 2011, puis annulé)
- 2007[34] :  Marcus Dodd (copilote Andrew Bargery).
- 2008[35] :  Marcus Dodd (copilote Andrew Bargery);
- 2009[36] :  Marcus Dodd (copilote Andrew Bargery);
- 2010[37] :  Jonny Milner (copilote Ian Windress);
- 2011[38] :  Wug Utting (copilote Max Utting);

(Il existe également depuis 2001 (théoriquement, car édition annulée du fait de la fièvre aphteuse) un Championnat d'Angleterre des rallyes Forestiers, le BTRDA Forrest Rally, remporté à trois reprises par Hugh Hunter, en 2008, 2009 et 2012. L'UK National est le championnat de 2e series, et le NGK British Rally Challenge celui des jeunes pilotes en devenir.)